# Al-Fashir
al-Fashir är en oasstad i Darfur i Sudan. Den ligger på 700 meters höjd, omkring 190 kilometer nordost om Nyala, och är huvudstad i delstaten Norra Darfur.
al-Fashir är ett jordbrukscentrum med handel med frukt och spannmål. Staden är ett tidigare karavancentrum som växte upp kring sultanen av Furs palats (numera ett museum).